# 讓-尼古拉·帕什
讓-尼古拉·帕什（法語：Jean-Nicolas Pache，法語發音：[ʒɑ̃ nikɔla paʃ]；1746年5月5日—1823年11月18日），法國政治人物，1793年至1794年擔任巴黎市長 。

## 生平
帕什出生在凡爾登，但成長於巴黎，瑞士血統。他的父親是卡斯特里酒店酒店的門房。 他隨後成為卡斯特里酒店所有人卡斯特里侯爵子女的家庭導師，隨後卡斯特里侯爵成為海軍大臣，元帥，他成為他的秘書。之後，與他的家人在瑞士度過了幾年，在法國大革命初期他回到巴黎。他相繼受雇於內政部的和戰爭部，1793年9月20日由盧森堡地區任命為巴黎的第三訴求代表(third deputy suppliant of Paris)。因此，引起注意，1792年10月3日他被任命為戰爭部長。帕什他自己是吉倫特黨人，由於他的無能引起他們的敵意。當他的戰爭部長被解除由在兵部所取代皮埃爾·里爾·德·伯農維爾取代，然而，他得到讓-保爾·馬拉的支持，1793年2月4日，他被巴黎人民選為市長。在這個職位上，他對吉倫特派的倒台做出了貢獻。
1793年4月15日，讓-尼古拉·帕什是第一個向國民公會提交請願書，要求排除22名吉倫特派領袖的圖騰。雖然他是在嘲笑，但4月18日巴黎公社隨即也發佈了一份有12,000人簽名增強版，排除22名吉倫特派代表的請願書，提交公會。 這份請願書再次被吉倫特派領導的公會嗤之以鼻。然而，帕什和皮埃爾·加斯帕德·肖梅特將啟動5月31日包圍公會的遊行。公會最終被迫交出22名吉倫特派代表以安撫暴力威脅的群眾以及增援的國民自衛軍，他們這時已經進入公會。帕什4月18日以前也向公會提出一份限定麵包“最高”價格的請願書。結合公社對公會發出的威脅，5月4日通過“最高”價格限令。 6月2日，帕什把注意力轉向了憲法的事物。他寫信給各部門，呼籲他們給人民他們已經一再奮鬥爭取：已被承諾的新憲法。
他與雅克-勒内·埃贝尔、皮埃爾·加斯帕爾·肖梅特以及和羅伯斯庇爾 敵人的關係，導致他在1794年5月10日被捕，讓·薩科帕什的市長職務被與新改組公會關係良好的讓-巴蒂斯特·弗勒里奧-萊斯科替代。 經由1795年10月25日的特赦，他得到了安全。 之後作為巴黎的民間醫院的負責人員，1799年他從公職生活退休，1823年11月18日在坦勒穆捷去世 。

## 影響
帕什不是擊倒吉倫特黨徒唯一力量，但他的決心發揮了重要作用。帕什是那個時期改變了巴黎政治情勢的關鍵角色。	
帕什也真正幫助巴黎人民取得了主導權力。巴黎人民成功地羞辱了公會迫使公會按他們的要求投票，而公會一直無法恢復他們失去的權力，直到熱月政變摧毀了雅各賓俱樂部和無套褲漢的力量。巴黎人民不會忘記這一點，“人民起義(the people in arms)”的遺產將是對法國革命傳統的長期影響，巴黎人民已經為19和20世紀的“衝過路障(rush to the barricades)”，做好了準備。

## 來源
- L. Pierquin, Memoires sur Pache (Charleville, 1900).
- J. M. Thompson, The French Revolution (Oxford, 1966).
- Louis Madelin, The French Revolution (London, 1923).
- David Andress, The Terror (New York, 2005).
- 本条目包含来自公有领域出版物的文本: Chisholm, Hugh (编). .  20 (第11版). London: Cambridge University Press. 1911.

| 官衔                 | 官衔                                   | 官衔                             |
| -------------------- | -------------------------------------- | -------------------------------- |
| 前任： 皮埃爾·勒布倫 | 戰爭部長 1792年10月18日 – 1793年2月4日 | 繼任： 皮埃尔·里埃尔·德·伯农维尔 |